# ヒメツバメウオ
ヒメツバメウオ（姫燕魚、Monodactylus argenteus）は、スズキ目スズキ亜目に所属する熱帯魚・汽水魚。沖縄ではカーサーと呼ばれる。

## 分布
インド洋、西太平洋の沿岸域や紅海などに広く分布する。日本国内では、種子島を除く南西諸島や小笠原諸島。浅い沿岸や内湾、河川汽水域に生息する。

## 形態
全長10-20cm。体高が著しく側扁し、背鰭と臀びれは翼上に伸び、全体が上下に長い菱形をなす。背鰭は黄色。幼魚は頭と肩に2本の黒色横帯がある。腹鰭は退化している。尾鰭の後端はわずかにへこむ。

## 生態
幼魚は群れてマングローブの根や沈没した植物の隙間に身を隠す。クロホシマンジュウダイの幼魚といっしょに群れることが多い。側扁しているため、即座に方向転換ができる。稚魚の出現状況から、繁殖期は4-8月。プランクトンを捕食する。ほかの魚の皮膚につく寄生虫も食べるといわれる。

## 利用
幼魚はカラフルなため、観賞魚としても利用される。淡水・海水のいずれにも適応できる飼育の容易さから、水族館だけでなく個人のアクアリウム用としても人気がある。属名「モノダクチルス」で流通する。